# Nipisat
Nipisat (Kalaallisut voor lompvis, naar de vorm van het eiland) is een klein onbewoond eiland in de gemeente Qeqqata in het midwesten van Groenland.

## Geografie
Nipisat ligt ongeveer 15 km ten zuiden van Sisimiut, voor de kust van Groenland aan Straat Davis. Het behoort tot een groep kleine eilanden aan de monding van de Ikertooq Fjord, direct ten westen van Sarfannguit. Dwergstruikheide, dwergberk, Arctische wilg, goed gedraineerde korstmossen en kruidenvegetatie domineren de flora van het eiland.

## Geschiedenis
In de 18e eeuw kwamen de Denen en Noren naar Nipisat. In 1723 vond Hans Egede inheemse mensen die actief bezig waren met de jacht op grote walvisbotten in Nipisat en de Denen vestigden hier de eerste nederzetting, een handelsstation. Twee jaar later werd er een kleine missie op het eiland gevestigd, maar deze werd het jaar daarop verlaten en vervolgens platgebrand door Nederlandse walvisvaarders. In 1727 adviseerden de Noren Ditlev Vibe en bisschop Deichmann van Christiania aan de koning van Denemarken om opnieuw een handelsstation op te richten op Nipisat en een walvisstation op te richten. In 1728 gaf Frederik IV van Denemarken opdracht om een fort te bouwen op Nipisat, maar twee jaar later gaf hij opdracht om het fort te verlaten en te ontruimen.

## Archeologie
Het eiland is opmerkelijk vanwege de goed bewaard gebleven archeologische vindplaats van de Saqqaqcultuur, die enkele stenen artefacten bevat die voorheen onbekend waren van de Saqqaqcultuur. Het Saqqaqvolk is niet de voorouder van het moderne Kalaallitvolk, maar is eerder verwant aan het moderne Tsjoektsjen en Korjaken. De site, genoemd naar het eiland, werd in 1989 ontdekt door Finn Kramer, curator van het Sisimiut Museum. Het ligt ongeveer 50 m van de huidige kustlijn, op verhoogde stranden met een zuidoostelijke helling. De hoogte van het gebied varieert tussen 9 m en 13 m boven gemiddeld zeeniveau. Dit deel van het eiland dat de archeologische vindplaats bevat, vertoonde geen tekenen van latere bewoning door de Dorsetcultuur of Thulecultuur. Het vertoont echter wel tekenen van pre-Dorset, en van Arctische kleine werktuigtraditie. Tijdens de vijfjarige evacuatieperiode van 1989-1994 werden meer dan 70.000 botfragmenten en ongeveer 1.000 artefacten geborgen, waaronder 314 werktuigen.
Op 30 juni 2018 werd het ingeschreven als onderdeel van Aasivissuit-Nipisat: jachtgebieden van de Inuit tussen ijs en zee, een UNESCO-werelderfgoedlocatie die zich landinwaarts uitstrekt tot aan de Groenlandse ijskap. Het werelderfgoed omvat zes andere archeologische vindplaatsen die elk verschillende aspecten van de jager-verzamelaarsamenlevingen door 4000 jaar bewoning in Groenland weergeven.